# Pristimantis conspicillatus
Pristimantis conspicillatus é uma espécie de anfíbio  da família Craugastoridae. Pode ser encontrada na bacia do Alto Amazonas no Brasil, Colômbia, Equador e Peru. Habita florestas tropicais primárias e secundárias.